# Half-Life (serie)
Half-Life er en lang serie first-person shooter-action-computerspil udviklet af Valve Software.
Spil i Half-Life-serien:
- Half-Life - udgivet d. 19. november 1998
- Half-Life: Opposing Force - udgivet d. 31. oktober 1999
- Half-Life: Blue Shift - udgivet d. 12. juni 2001
- Half-Life: Decay - udgivet d. 14. november 2001
- Half-Life: Source - udgivet d. 1 juni 2004
- Half-Life 2 - udgivet d. 16. november 2004
- Half-Life 2: Deathmatch - udgivet d. 1. november 2004
- Half-Life 2: Lost Coast - udgivet d. 27. oktober 2005
- Half-Life 2: Episode One - udgivet d. 1. juni 2006
- Half-Life 2: Episode Two - udgivet d. 10. oktober 2007
- Black Mesa - udgivet d. 14. september 2012 / 5. maj 2015 (Steam)
- Half-Life 2: Episode Three - udgivet d. (ukendt)
- Half-Life: Alyx - planlagt udgivelse marts 2020[1]